# Richmond Wildcats
Richmond Wildcats byl profesionální americký klub ledního hokeje, který sídlil v Richmondu ve státě Virginie. V letech 1976–1977 působil v profesionální soutěži Southern Hockey League. Wildcats ve své poslední sezóně v SHL skončily v základní části. Klub byl během své existence farmami celků NHL. Jmenovitě se jedná o St. Louis Blues a New York Rangers. Své domácí zápasy odehrával v hale Richmond Coliseum s kapacitou 11 088 diváků. Klubové barvy byly bílá, stříbrná, nebeská modř a černá.

## Přehled ligové účasti
Zdroj: 
- 1976–1977: Southern Hockey League